# 越南漢喃銘文

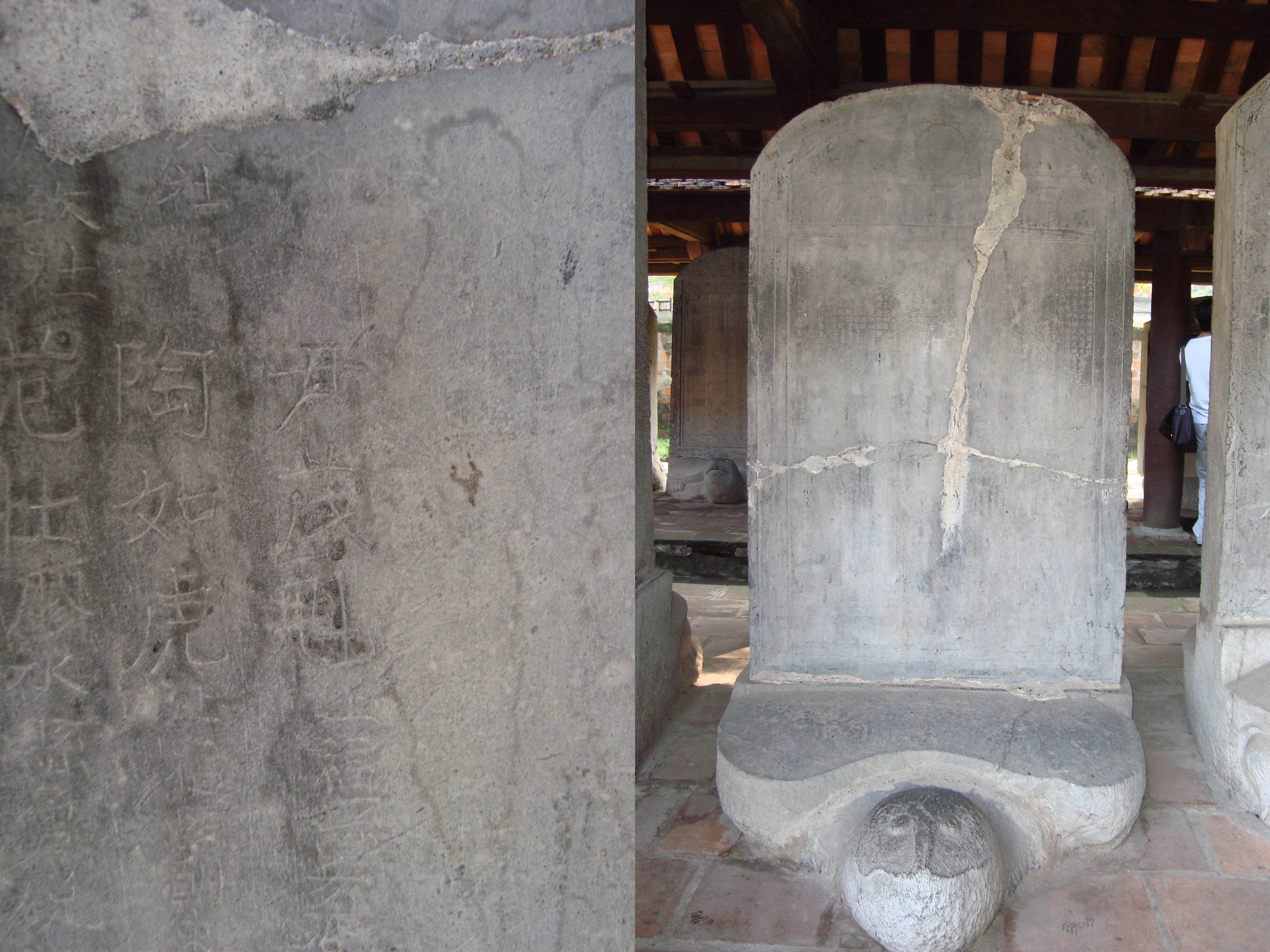
位於越南河內文廟的石碑，碑上刻有銘文紀錄

越南漢喃銘文（越南语：／），為7世紀以後，歷代以鐘銘、石碑、摩崖等形式留傳的一種文字紀錄，以漢字、字喃寫成。20世紀20至30年代，法國遠東學院首次對越南漢喃銘文進行搨拓工作，1990年以後漢喃研究院又繼續搜集銘文拓本，至今已發現約四萬件。由於越南屬熱帶多雨的氣候，銘文比起書籍更能長久保存，而且記載有紙筆文獻所沒注重的內容，涉及了廣大範圍及悠長時間，故此在學術研究方面具有一定價值。

## 形式和特點
越南的漢喃銘文，從形式方面大致可分為鐘銘、石碑（又分為自然岩石上刊刻的摩崖，和人工加工製作的碑）等種類。若從銘文內容而言，可分為十個類別，它們是：表揚善人善事及鄉村義舉；朝廷令旨及官方文件；家譜及宗族世系；人物行狀及功績；鄉村各種生活活動；古蹟寺廟史；神譜事跡；詩文；寺廟建設或重修紀錄；各類地標、神位、匾額及書法等等。
越南在脫離中國統治後，不少銘文仍使用了漢字來表述，並且有使用漢文典故的情況，從中可見越南上承中國五代以來的政治與文化體制，以及對中國文化承續性應仍強烈。同時在銘文裡也出現喃字及越南語語法，如陳朝時期的銘文裡，有以字表示「田野」、字表示「三」；「陳朝第二世皇帝」寫成等等。

## 歷史概況
金石銘刻在中國的先秦及秦漢時代已經出現，用以存在大量的人物記功碑、墓碑、功德碑等等。在越南歷史上，因曾受中國統治，漢文化、漢字得以輸入越南，於是越南亦與中國一樣，有刊刻金石的文化習慣。越南現存較早的銘文刻成於隋代，有仁壽元年（601年）的《舍利塔銘》（越南語：Bia Xá Lợi Tháp Minh）和大業十四年（618年）的《大隋九真郡寶安道場碑文》（越南語：Đại Tuỳ Cửu Chân quận Bảo An đạo tràng chi bi văn）。
從隋代開始面世的漢喃銘文，至阮朝時期，歷代均有若干銘文。現代學者將歷代銘文劃分為三個大時期。臺灣學者耿慧玲指出該三期是：
- 第一時期：從7世紀至14世紀（第三次北屬至陳朝），為銘刻初期。
- 第二時期：從15世紀至18世紀（後黎朝至西山朝），為石刻銘文發展時期。
- 第三時期：19世紀以後（阮朝以後），為廣泛深入發展時期。

到20世紀的20至30年代時，即法屬年間，法國遠東學院在越南全境進行一次大規模的搨拓工作，把搜集到的一萬多件銘文搨拓出二萬多張拓片。後來，漢喃研究院接收這批銘文資料，並在日後進行整理出版。從1990年以來漢喃研究院又進行第二次搜集拓片的工作，已收集約三萬件銘文拓片。總共已收集到四萬以上銘文拓片。目前搜集銘文工作還在繼續進行。

## 研究價值
在學術界，越南漢喃銘文的研究具有相當價值。漢喃研究學者阮文原指出，銘文涉及的年代和地理範圍廣，故為可信賴之原始資料。此外，因越南雨量大，濕度高，且過去兵火連綿，因此碑銘比起筆紙書籍資料更能長久保存。在日常生活史料方面，碑銘也就此提供了其他筆紙資料未曾注重的內容。
銘文呈現了越南歷史的各方面面貌。在宗教史方面，越南古來的寺廟及宗教設施都有碑文，既敍述了它們自身的修建程況，也記載著越南民眾及國家的信仰演變情況。在人物事跡方面，碑文有不少記述，如《藍山永陵碑》記錄黎利的功業；《清化府安緣鄉興福寺碑》記錄蒙越戰爭中元將唆都被越軍擊敗；河內及順化等地的文廟國子監裡有碑文記錄科舉士子資料；還有家族譜錄形式的碑銘。社會生活方面的碑銘史料，有記錄「鄉約」的鄉村銘文，以及記述各種職業及技術的，如有關扳銅業工藝的有《建祿坊新造碑》、造船業的有《後神碑記》、航船營業業的《洋商會館規則》和《重修頭門埠頭碑記》、歌劇業的《歌籌碑記》、馴象法的《揚武碑記》等等。還有一部份記述外國人士及外僑，包括華僑和西班牙、法國、日本等國人士在越南活動的情況。除史料價值外，碑銘還具有相當程度的文學、藝術（包括繪畫、彫刻）等方面的價值。

## 學術界整理情況
由於漢喃銘文是重要史料，因而受到學術界關注。較早利用碑文作史學研究的學者有後黎朝晚期的黎貴惇、黎末阮初的裴輝碧等。19世紀末有高朗著《黎朝進士題名碑記》。近現代有黃春瀚利用李朝碑文材料編成《李常傑與李朝外交和宗教史》、何文晉介紹華閭的陀羅尼石幢等等研究成果。
漢喃銘文的文集方面，學界有《李陳詩文》、《河內碑文》、《諒山碑文》、《莫代碑文》、《河西碑文》等等出版。越南漢喃研究院出版了《越南漢喃字銘文略述》、《越南漢喃字銘文拓片目錄》等著作，此外又與法國遠東學院等學術機構進行銘文的整理和出版工作。有參與該工作的學者耿慧玲指出，各歷史時段的銘文會按計劃出版如下：
- 第一集：自北屬至李朝
- 第二集：陳朝
- 第三集：黎朝初期
- 第四集：莫朝
- 第五集：黎朝中興期
- 第六集：西山朝
- 第七集：阮朝[8]

以上各集，已出版的有第一集及第二集。
漢喃研究院又於2005年起，陸續出版《越南漢喃銘文拓片總集》，該總集對1600年左右至20世紀初的銘刻先拓印後影印，然後按年編排，有正卷22冊（16開），目錄8冊（32開），約二萬余條。此外，漢喃研究院亦在其網站內，公開北寧文廟、河內文廟、順化文廟、興安文廟內的碑文內容。